# Blanschandin
Blanschandin est un poème en moyen haut-allemand datant du milieu du XIIIe siècle. Il trouve ses racines dans une épopée de la Matière de Bretagne.

## Histoire et description
Le document est découvert en 1868 dans un manuscrit de l'ancien monastère bénédictin de Mondsee au dos duquel il avait été collé au XVe siècle pour renforcer la couverture, car il était peut-être considéré comme étant en mauvais état ou de peu de valeur.
L'unique exemplaire se trouve à la Bibliothèque nationale autrichienne sous la cote Codex Series Nova 102. Sept bandes de parchemin sont conservées, trois d'entre elles sur la première feuille, et deux sur chacune des deuxième et troisième feuilles. Le graphisme du texte en caractères gothiques laisse supposer un unique transcripteur. Au début de chaque vers, les majuscules présentent un fût large de 7 à 8 mm. Les paragraphes sont ornés de motifs floraux en rouge ou en bleu. Au total, 384 vers, en partie rognés, sont conservés. Sur les trois feuilles, une découpe des bords a amputé le texte. Chaque page comprend 32 lignes.

## Datation
Le manuscrit contient une adaptation d'un poème apparu dans le premier tiers du XIIIe siècle. La graphie et la langue utilisée permettent de dater la version allemande du milieu du XIIIe siècle. Le texte utilisé par le rédacteur anonyme est Blancandin et l'Orgueilleuse d'amour qui comprenait 6136 rimes et dont il reste 5 exemplaires français.
On peut supposer que le rédacteur connaissait des textes de Hartmann von Aue et Wolfram von Eschenbach car on décèle dans le document des similitudes stylistiques. Par son utilisation de la langue, on peut situer son origine dans la zone linguistique du moyen allemand, plus précisément peut être autour du Rhin moyen.

## Narration
L'ordre des trois fragments a pu être rétabli en les comparant avec la narration de la version française. La comparaison des deux textes montre que le rédacteur a effectué un travail minutieux.

### Premier fragment
La première partie du fragment commence par une scène dans laquelle le prince Blanschandin questionne son précepteur sur les scènes de tournoi qu'il a vues sur une tapisserie appartenant à ses parents. Cet entretien conduit Blanschandin à désirer devenir lui-même chevalier. Il quitte donc la Cour royale dans la nuit suivant le dîner avec ses parents, Cour où il ne pourrait que rêver de chevalerie, avec la monture et l'épée de son père, sans savoir où son chemin le mène.

### Deuxième fragment
Le deuxième fragment rapporte un combat de Blanschandin avec un chevalier qui en a assassiné un autre et a dérobé sa femme. Blanschandin se dispute avec le chevalier assassin car celui-ci frappe la femme, et le somme de la laisser. La description du combat manque, le document étant lacunaire à cet endroit. Le combat se conclut par la mort de l'adversaire du héros.

### Troisième fragment
Le troisième fragment décrit les pensées de Blanschandin sur l'amour courtois dont il voit le modèle dans la femme qu'il a libérée et son défunt époux assassiné. L'amour lui apparaît comme un rêve dont il veut lui aussi faire l'expérience. Il rapporte son armure au chevalier assassiné et l'en revêt avant de repartir en quête d'aventures. Arrivé à un gué, il rencontre un chevalier cherchant à passer la rivière qui le prie de venir passer la nuit dans une auberge proche ; Blanschandin promet de lui faire passer le gué le jour suivant. En reconnaissance, le chevalier lui remet un anneau d'or fin. Le fragment se termine sur cette scène.

## Études
La recherche publiée sur le fragment Blanschandin se limite aux dix-neuvième et vingtième siècles :
- Joseph Haupt publie en 1869 une reproduction et un bref commentaire.
- En 1905, un court commentaire du fragment figure dans le manuel Mittelhochdeutsche Übungsstücke, précédant une reproduction.
- De courtes descriptions du document sont présentes dans le Répertoire des manuscrits littéraires en vieil haut-allemand de la Bibliothèque nationale autrichienne et dans le Catalogue des manuscrits orientaux de la Bibliothèque nationale autrichienne.
- En 1969, Georges Perkins publie Le Roman Chevaleresque de Blanchandin, où il compare les manuscrits dans les versions française, allemande et anglaise. Perkins y présente une copie de l'original, un texte corrigé, ainsi qu'une version en allemand moderne.